# Sideroxylon discolor
Sideroxylon discolor là một loài thực vật có hoa trong họ Hồng xiêm. Loài này được Radcl.-Sm. miêu tả khoa học đầu tiên năm 1971.